# Этим утром в Нью-Йорке
«Этим утром в Нью-Йорке» (англ. The Angriest Man in Brooklyn; дословно — «Самый злой человек в Бруклине») — американский фильм. Премьера в США состоялась 23 мая 2014 года. Снят по мотивам кинокартины Аси Даяна «92 минуты мистера Баума».

## Сюжет
Немолодой нью-йоркский адвокат Генри Олтман опаздывает на приём к врачу. Он в состоянии крайнего стресса; не так давно умер его сын, а с другим сыном Томми он в ссоре. Томми решил не идти по стопам отца и занялся танцами, чем привёл отца в бешенство. Генри не помнит, когда занимался сексом с женой. По дороге он ещё и попадает в аварию. Добравшись до больницы, Генри узнаёт, что его лечащего врача нет на месте, и ему приходится ждать приёма ещё час. Доктор Шерон Гилл подменяет коллегу, она тоже с утра не в своей тарелке. Погиб её любимый кот, выпав из окна дома. Девушка не встречается с парнями, из-за постоянного переутомления на работе она пристрастилась к наркотикам.
Обследовав больного Шерон понимает, что у больного аневризма артерии головного мозга и необходима срочная операция. Совершенно неожиданно для себя она ляпнула Генри, что ему осталось только 90 минут жизни. Генри убегает из больницы и решает провести последние свои полтора часа самой полной жизнью, которой ему так недоставало. Осознавая, какую роковую ошибку она допустила, доктор Гилл бросается за ним вслед. Лишение лицензии на медицинскую практику будет ещё удачным исходом. Генри пытается помириться с сыном, заняться любовью с женой, встретиться с друзьями. Впрочем, из-за крайней спешки все эти попытки только усугубляют его сложные отношения с близкими. Записав своё последнее обращение к сыну на видео, Генри собирается броситься с Бруклинского моста. Шерон догоняет и находит его на мосту и пытается уговорить не сводить счёты с жизнью. Тем не менее Генри прыгает вниз, но остаётся жив, поскольку Шерон спасает его из воды.
Генри и Шерон угоняют такси и отправляются в Академию танца, где занимается хореографией сын Генри Томми. Оторвавшись по пути от полиции, они добираются до Академии, и Генри наконец встречается и объясняется с сыном. После этого он теряет сознание от переутомления, и его отвозят в больницу. Генри Олтман неожиданно для врачей прожил ещё 8 дней. В финале друзья и родственники Генри развеивают его прах над Ист Ривер.

## В ролях
| Актёр            | Роль              |
| ---------------- | ----------------- |
| Робин Уильямс    | Генри Олтман      |
| Мила Кунис       | доктор Шерон Гилл |
| Питер Динклейдж  | Аарон Олтман      |
| Джеймс Эрл Джонс | Рубен             |
| Мелисса Лео      | Бетти Олтман      |
| Хэмиш Линклейтер | Томми Олтман      |
| Ричард Кайнд     | Бикс              |
| Исайя Уитлок-мл. | Йетс              |
| Саттон Фостер    | Адела             |
| Ли Гарлинтон     | Гамми             |
| Дэниэл Рейтман   | Улугбек           |
| Марселло Текфорд | Фред              |
| Ольга Мередиз    | Джейн             |
| Элизер Мейер     | Робби             |
| Энтони Джабре    | богач             |
| Джереми Харрис   | Леон              |